# Wuldetrata
Wuldetrata (ur. ok. 531, zm. ok. 572) – córka Wacho, króla Longobardów i Austrigusy, córki króla Gepidów; siostra Wizygardy.
W 554 roku poślubiła merowińskiego króla Teudebalda. Po jego śmierci znalazła się na dworze króla Chotara I, stając się jego szóstą żoną. Z powodu bliskiego pokrewieństwa Chlotara z byłym małżonkiem Wuldetraty została ona odesłana z dworu. Wkrótce poślubiła księcia Bawarów Garibalda I.